# Владимир Турина
Владимир Турина (Бања Лука, 6. фебруар 1913 — Загреб, 22. октобар 1968) био је југословенски и хрватски архитекта. 

## Биографија
Рођен је 6. фебруара 1913. године у Бања Луци. Завршио је гимназију у Сарајеву 1931. године. Дипломирао је 1936. на Архитектонском оделу Техничког факултета у Загребу. Од 1946. био је хонорарни наставник, од 1948. предавач, од 1949. доцент, а од 1959. године ванредни професор на Архитектонско-грађевинско-геодетском факултету (од 1962. Архитектонски факултет). Пре Другог светског рата завршио је властиту вилу у Јурјевској улици бр. 60 у Загребу и зграду Приморске бановине у Сплиту. Израдио је конкурсне пројекте за „Напретков ђачки дом” (1936), „Обртничку комору” (1937, један од три прва награђена рада), „Официрски дом” (1939) и Спортски парк на реци Сави у Загребу (1941, једна од две прве награде), „Судску палату у Сплиту” (1939), хотел на Плитвицама (1941) и за Свеучилишну клинику на загребачкој Шалати (1941, заједно с Ф. З. Тишином, прва награда).
Истовремено је учествовао на конкурсима за зграду „Државног монопола” (1938, друга награда), „Палату Албаније” (1938, с Врбанићем и Д. Болтаром) и зграду Државне опере у Београду (1940, са Х. Готвалдом) којом као победник међународног конкурса први пут скреће пажњу и том приликом пише текст о новој врсти савременог позоришта, заузимајући се за јаче отварање позорнице и ближи контакт са публиком. После Другог светског рата наставља да се бави архитектуром јавних зграда, као и њиховим новим функцијама, и ствара низ иновативних пројеката, од којих је само неколико довршено.
Истакао се студијским решењима позоришних зграда и оригиналним идејама спортских објеката. Нарочито је то видљиво у његовом делимично изведеном пројекту стадиона у загребачком Максимиру. Био је то први у низу пројекат спортске архитектуре којим се бавио, а уз њега пројектанти стадиона су били Еуген Ерлих и Фрањо Нидхардт. Северна трибина Максимира је изграђена 1955. године, а потом је Турина који је за свој рад добио и награде на олимпским изложбама спортске архитектуре почетком 1960-их, уморан и разочаран покушајем интервенција које су нарушиле његову идеју напустио градњу тог објекта. Урадио је пројекат комбинованог базена Ријека-Сушак (1946–49, прва награда), а једно је од најпознатијих утопијских архитектонских дела у Југославији. Изградио је и стамбени објекат, вишеспратницу у Крижанићевој улици бр. 11 (1953–56), а према његовом идејном пројекту саграђена је спортска хала на данашњем Тргу Крешимира Ћосића (1964–72). Објављивао је чланке у часописима, као и низ чланака на тему хуманих амбијената у савременом урбанизму и архитектури. 
Као наставник на катедри за архитектонски дизајн, заузимао се за целовит приступ архитектури, наглашавајући њен технички и визуелно-просторни карактер; предавао је на европским универзитетима. Преминуо је у Загребу 22. октобра 1968. у 55 години. У Загребу су његова дела постхумно изложена на изложбама модерне архитектуре Загреба између два рата (1976) и педесете године хрватске уметности (2004), а самосталне изложбе имао је 1972. у Галерији сувремене умјетности, 2005. у галерији Модулор и 2006. у Музеју града Загреба, где се налази део његове архиве.

## Пројекти
- Вила у Јујевској улици (1939)
- Стадион Максимир  (1946–62)
- Центар за заштиту мајке и дјетета у Клаићевој улици (1955)
- Стамбена зграда у Крижанићевој улици (1956)